# Vindiciano
Aviano Vindiciano (in latino Avianus Vindicianus; fl. fine IV secolo) fu un medico, scrittore e politico romano, che scrisse testi di medicina alla fine del IV secolo: di origine africana, conosceva bene Agostino d'Ippona, fu maestro di Teodoro Prisciano ed ebbe anche una carriera politica, che concluse con il proconsolato in Africa.

## Testimonianze
Da varie tracce e testimonianze risulta che Vindiciano fu un uomo importante nel tardo Impero romano.
Iscrizioni dedicate al v(ir) c(larissimus) cons(ularis) Camp(aniae) Avianius Vindicianus (senatore e governatore della  Campania) sono sopravvissute a Terracina e a Napoli.
Agostino d'Ippona, che lo definisce un grande medico, incontrò Vindiciano a Cartagine, durante il suo mandato di Proconsole d'Africa (379-382); in una conversazione, l'uomo già anziano lo aveva dissuaso dall'occuparsi di astrologia.
Anche lo stesso Vindiciano sottolinea il proprio alto rango: nella lettera di raccomandazione a Valentiniano II, non solo si descrive come medico personale dell'imperatore, ma sottolinea anche il proprio titolo onorifico; nella lettera al nipote Pentadio dimostra le sue grandi conoscenze mediche e anche la sua conoscenza del greco, tanto che è in grado di tradurre per il nipote il testo di Ippocrate di Kos latinare, «in latino».
Tuttavia, cadde presto nell'oblio e della sua opera si sono conservati solo frammenti.

## Opere

### Epistula Vindiciani comitis archiatrorum ad Valentinianum imperatorem
Marcello Empirico inserì la lettera di Vindiciano all'imperatore romano Valentiniano II nella raccolta di lettere che precedeva la sua opera De medicamentis. La lettera non solo attesta l'alta posizione occupata da Vindiciano, ma fornisce anche una visione del suo lavoro di medico.
Egli pone al centro delle sue spiegazioni due pazienti malati (dal libro di ricette De expertis remediis, di cui sopravvive solo l'introduzione in Marcello). Il primo caso è un grave disturbo gastrointestinale causato da un eccesso di cibo o da una quantità eccessiva di vini vari. Tra l'altro, Vindiciano applica i rimedi terapeutici dei metodici: bagni, unguenti, prescrizioni dietetiche.

### Epistula Vindiciani ad Pentadium
Un'altra lettera è sopravvissuta in 2 manoscritti, tra cui il Codex Parisiensis 11218, datato intorno all'anno 800. In questa lettera relativamente breve, Vindiciano trasmette al nipote Pentadio alcuni elementi fondamentali dell'insegnamento di Ippocrate sui quattro umori che compongono il corpo umano. La maggior parte delle affermazioni sono tratte dall'opera Sulla natura dell'uomo (Nat. Hom.), ma l'autore attinge anche ad altri libri del Corpus Hippocraticum. L'affermazione centrale è:
corpus igitur hominis ... habet in se sanguinem choleram rubeam choleram nigram et flegma.
Quindi il corpo dell'uomo ha in sé sangue, bile rossa, bile nera e flegma.
Questo corrisponde a:
Il corpo dell'uomo ha in sé sangue, flegma, bile gialla e bile nera.
Ai quattro succhi sono assegnati gli organi del corpo, le qualità elementari (secco, umido, freddo, caldo), le stagioni, le età dell'uomo, persino le ore del giorno. Vindiciano fa riferimento a Ippocrate. Tuttavia, la dottrina presentata è stata ripresa e modificata nel corso dei secoli da molti studiosi, da cui anche Vindiciano potrebbe aver attinto. Soprattutto le qualità gustative assegnate ai succhi - ad esempio «dolce» per il sangue - e la suddivisione delle qualità mentali/emotive - ad esempio «iracundus», «irascibile» per la bile nera, «moderatus», «prudente» per il sangue - si trovano in Galeno. Estratti della lettera didattica a Pentadio sono stati inclusi anche nella Farmacopea di Lorsch.

### Expositio de natura hominis, Vindiciani gynaecia
In vari manoscritti, tra cui il già citato Codex Parisiensis 11218, e con titoli diversi, sono stati ritrovati estratti di un'opera descrittiva di anatomia ed embriologia di Vindiciano.
Il testo offre una rappresentazione del corpo umano dalla testa all'area gastrica/intestinale, con particolare attenzione alla gravidanza. La dissezione del cadavere, che gli anatomisti di Alessandria erano in grado di eseguire, non è più consentita (cap. 2). Si mescolano idee giuste e sbagliate. Nella descrizione del cuore (cap. 11), ad esempio, delle sue 4 grandi venae, 2 collegate ai polmoni sono ritenute piene d'aria e 2 collegate al fegato sono ritenute piene di sangue. Dal capitolo 15 in poi, vengono raccolte le idee sul concepimento e sulla crescita dell'embrione, compreso (capitolo 21) il modo in cui si può determinare il sesso del futuro bambino. Seguendo l'idea diffusa nell'antichità che il maschio è collegato alla destra e la femmina alla sinistra, si ipotizza che in un embrione maschio il seno destro della madre diventi più forte.

### Epitome altera dei Vindicianie altri testi
Un'altra expositio natura hominis è sopravvissuta in 3 manoscritti, tra cui il Vat. Pal. 1088 del IX secolo. Si tratta di un'anatomia del corpo umano a partire dalla testa con rudimenti di patologia. Ci sono sovrapposizioni con gli scritti precedenti, ma gli argomenti sono approfonditi.
Max Wellmann ha tratto un manoscritto dal Cod. Bruxell. 1348-1359, commentandolo ampiamente e stabilendo la paternità di Vindiciano. Vi sono vari testi sulla spermatogenesi e sulla crescita dell'embrione, considerazioni anatomiche e parti di un'eziologia, tratte da varie fonti, principalmente Sorano di Efeso e Diocle di Caristo.